# 富源乡
富源乡，是中华人民共和国黑龙江省鸡西市密山市下辖的一个乡镇级行政单位。

## 行政区划
富源乡下辖以下地区：
民富村、民政村、民强村、爱林村、宝泉村、金沙村、珠山村、富源村、富强村、富民村和富升村。